# إيمرسون كارفاليو دا سيلفا
إيمرسون كارفاليو دا سيلفا (بالبرتغالية: Émerson Carvalho da Silva‏) (مواليد 5 يناير 1975) هو لاعب كرة قدم. يلعب مع منتخب البرازيل لكرة القدم منذ عام 2000.

## وصلات خارجية
- إيمرسون كارفاليو دا سيلفا على موقع رابطة كرة القدم اليابانية للمحترفين (اليابانية)
- إيمرسون كارفاليو دا سيلفا على موقع قاعدة بيانات كرة القدم.إي يو (الإنجليزية)
- إيمرسون كارفاليو دا سيلفا على موقع ناشيونال فوتبول تيمز (الإنجليزية)
- إيمرسون كارفاليو دا سيلفا على موقع عالم كرة القدم.نت (الإنجليزية)
- National Football Teams